# مالك رام
مالک رام (1324 - 1413 هـ / 1906 - 1993 م) هو عالم وأديب مسلم ، من أهل الهند.
يعد مرجعًا في الدراسات الإسلامية. يجيد من اللغات: العربية والفارسية والاردية والإنكليزية. له أكثر من ثلاثين كتابا، منها ترجمة لمعاني القرآن إلى الاردية.